# UFC Fight Night: Walker vs. Hill
UFC Fight Night: Walker vs. Hill (también conocido como UFC Fight Night 201, UFC on ESPN+ 59 y UFC Vegas 48) fue un evento de artes marciales mixtas producido por Ultimate Fighting Championship que tuvo lugar el 19 de febrero de 2022 en las instalaciones del UFC Apex en Enterprise, Nevada, parte del área metropolitana de Las Vegas, Estados Unidos.

## Antecedentes
Se esperaba que un combate de peso ligero entre el ex campeón de peso ligero de la UFC Rafael dos Anjos y Rafael Fiziev sirviera como evento principal. Sin embargo, el combate se pospuso a UFC 272 debido a problemas de visado con Fiziev. En su lugar, un combate de peso ligero entre Johnny Walker y Jamahal Hill sirvió como evento principal.
Jim Miller y Nikolas Motta se enfrentaron en un combate de peso ligero en este evento. Originalmente fueron contratados para UFC Fight Night: Smith vs. Spann en septiembre pasado, pero Miller dio positivo por COVID-19 una semana antes de ese evento y fue retirado del combate.
Se esperaba que John Makdessi se enfrentara a Nasrat Haqparast en un combate de peso ligero. Sin embargo, Makdessi se retiró por lesión y el combate fue desechado.
Se esperaba un combate de peso pesado entre Ilir Latifi y Alexander Romanov en el evento. Sin embargo, Romanov se retiró por lesión y el combate se canceló.
Se programó un combate de peso medio entre Julian Marquez y Kyle Daukaus para el evento. Sin embargo, Marquez fue retirado del evento por razones no reveladas. Fue sustituido por Jamie Pickett y la contienda tuvo lugar en un peso acordado de 195 libras.
Se esperaba que Austin Lingo y Jonathan Pearce se enfrentaran en un combate de peso pluma. Sin embargo, Lingo se retiró por razones no reveladas. He was replaced by Christian Rodriguez.
Un combate de peso gallo entre Mario Bautista y Khalid Taha estaba programado para este evento. Sin embargo, Taha tuvo que retirarse del combate por razones no reveladas y fue sustituido por el recién llegado a la promoción Jay Perrin.
En el pesaje, Gabriel Benítez pesó 148 libras, 2 libras por encima del límite de la pelea de peso pluma sin título. Su combate se desarrolló con un peso acordado y se le impuso una multa del 30% de su bolsa, que fue a parar a su oponente David Onama.

## Premios de bonificación
Los siguientes luchadores recibieron bonificaciones de $50000 dólares.
- Pelea de la Noche: No se otorgó ninguna bonificación
- Actuación de la Noche: Jamahal Hill, Kyle Daukaus, David Onama, y Stephanie Egger